# Bernhard Greuter

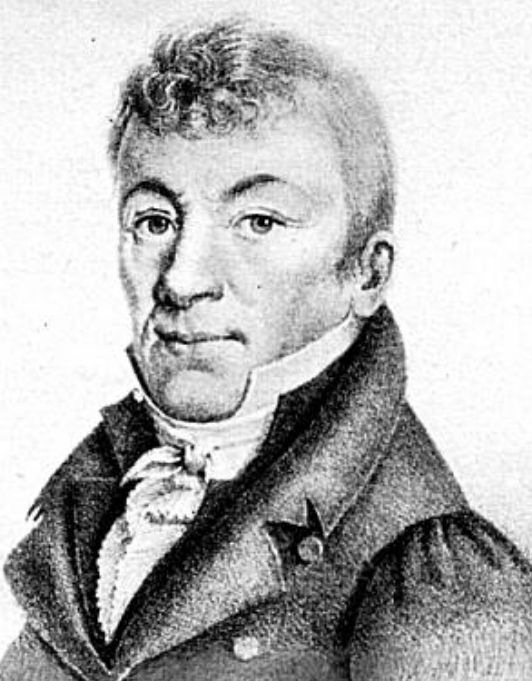
Bernhard Greuter, Lithographie von Joseph Brodtmann, 1833

Bernhard Greuter (* 20. Februar 1745 in Ulisbach; † 11. September 1822 in Islikon, Gachnang) war ein Schweizer Industrieller, Sozialreformer, Politiker und Landwirt.

## Leben und Wirken

### Unternehmer
Bernhard Greuter war der dritte Sohn des Reisläufers und Ostindien-Händlers Konrad Greuter aus Kefikon und der Elisabeth Billeter aus Ulisbach. Als Halbwaise – sein Vater starb um 1747 auf See – bemühte sich seine Mutter um eine gute Ausbildung. Anschliessend arbeitete Greuter als Hauslehrer und war als Arbeiter in Kattundruckereien tätig. Er lernte die neu eingeführte Blaufärberei in der Kattundruckerei von Johann Heinrich Streiff (1709–1780) in Glarus kennen, der ersten dieser Art in der Schweiz. Weil er versuchte die geheime Zusammensetzung der Indigo-Farbe herauszufinden, musste Greuter aus Glarus fliehen; in der Folge arbeitete er in der Zeugdruckerei von Johannes Schiess und Daniel Merz in Herisau. 1765 eröffnete er in Kefikon eine eigene kleine Textilfärberei und -druckerei, die er jedoch 1767 aus Angst vor Streiff, nun Landvogt, seinem Bruder Conrad übergab, um in Holland als Färbergeselle in der Indiennes-Industrie anzuheuern. 1770 kehrte er zurück und fand sein Unternehmen in schlechtem Zustand, konnte es aber wieder aufbauen. 1773 heiratete er Maria Magdalena Wettstein aus Islikon, mit der er vier Söhne hatte. In einem Anbau des Gasthauses zum «Sternen» ihres Vaters Heinrich Wettstein errichtete er 1777 eine Blaufärberei, als eine der ersten Fabriken der Schweiz. Er baute sein Textilgewerbe sukzessive aus, und bis Anfang des 19. Jahrhunderts entstand eine dorfartige Fabrikanlage, die ihre Wasserkraft aus künstlich angelegten Weihern bezog. Im Umkreis der Fabrik befanden sich in 32 Häusern weitere Fertigungsräume und Spezialabteilungen.
Die 1796 mit den Brüdern Rieter aus Winterthur gegründete Handelsgesellschaft Greuter & Rieter wurde eines der bedeutendsten Textilunternehmen der Schweiz im 19. Jahrhundert. 1805 wurde an der Murg in Frauenfeld ein Zweiggeschäft eröffnet und 1806 die erste Filiale im Ausland, die Ziegler-Greuter & Cie. in Guebwiller im Elsass. Mit letzterer wurden die napoleonischen Zollschranken überwunden. Um 1810 beschäftigten diese Unternehmen zusammen über 3300 Arbeitnehmer. 1830 wurde in Islikon die Rotfärberei eingeführt; die Fabrik hatte rund 300 Beschäftigte. Das in den 1870er-Jahren in Schwierigkeiten geratene Unternehmen musste 1880 stillgelegt werden.
Der renovierte Gebäudekomplex des Greuterhofs in Islikon gehört seit 1981 der Stiftung Bernhard Greuter für Berufsinformation, später Stiftung Greuterhof Islikon.

### Pionier der Arbeiterfürsorge
Im Jahre 1802 wurde die von Greuter angeregte und ausgearbeitete „Geselschaft Druker und Modelstecher Islicon B.G.“ als erste betriebliche Sozialversicherung der Schweiz bestehend aus Kranken-, Militär-, Altersspar- und einer Reisekasse zu Ausbildungszwecken sowie einer Viehversicherung errichtet. Die in der Fabrik tätigen Zeichner, Coloristen, Modelstecher, Färber und Drucker schlossen sich zu dieser Hilfsgesellschaft zusammen. Greuter errichtete auch einen Schulfonds, um allen Kindern die Möglichkeit zu geben, lesen, rechnen und schreiben zu lernen. Ab 1823 wurde die Versicherung der Arbeitnehmer für die kleinen und mittleren Unternehmungen in Frauenfeld obligatorisch. 1874 wurde die Militärversicherung auf nationaler Ebene als älteste Sozialversicherung der Schweiz eingeführt.

### Politiker
Greuter war Mitglied im Landeskomitee, der ersten thurgauischen Regierung unter Paul Reinhart, das nach der am 3. März 1798 von der Eidgenössischen Tagsatzung verfügten Entlassung des Thurgaus aus seiner Untertanenschaft seit 1460 eingesetzt wurde. In der Helvetischen Republik war Greuter vom April 1798 bis 1800 helvetischer Grossrat und von 1803 bis 1822 Mitglied des Thurgauer Grossen Rat. Von 1813 bis 1816 liess er den Stadtgraben in Frauenfeld auffüllen und eine Promenade anlegen.

### Landwirt auf Musteranlagen
1805 übernahmen die vier Söhne zunehmend das Geschäft, während sich Bernhard Greuter bis zu seinem Tod vorwiegend der Landwirtschaft widmete und ihr wichtige Impulse gab. Er pflanzte als einer der Ersten Kartoffeln, züchtete Rinder und legte Obstkulturen an. Um 1800 baute er die damals grösste Scheune der Schweiz. Die Greuterscheune diente einerseits dem landwirtschaftlichen Musterbetrieb und anderseits der Färberei, indem sie den zum Färben benötigten Mist lieferte und Raum fürs Trocknen der Textilien bot.